# Peter Kurt Würzbach

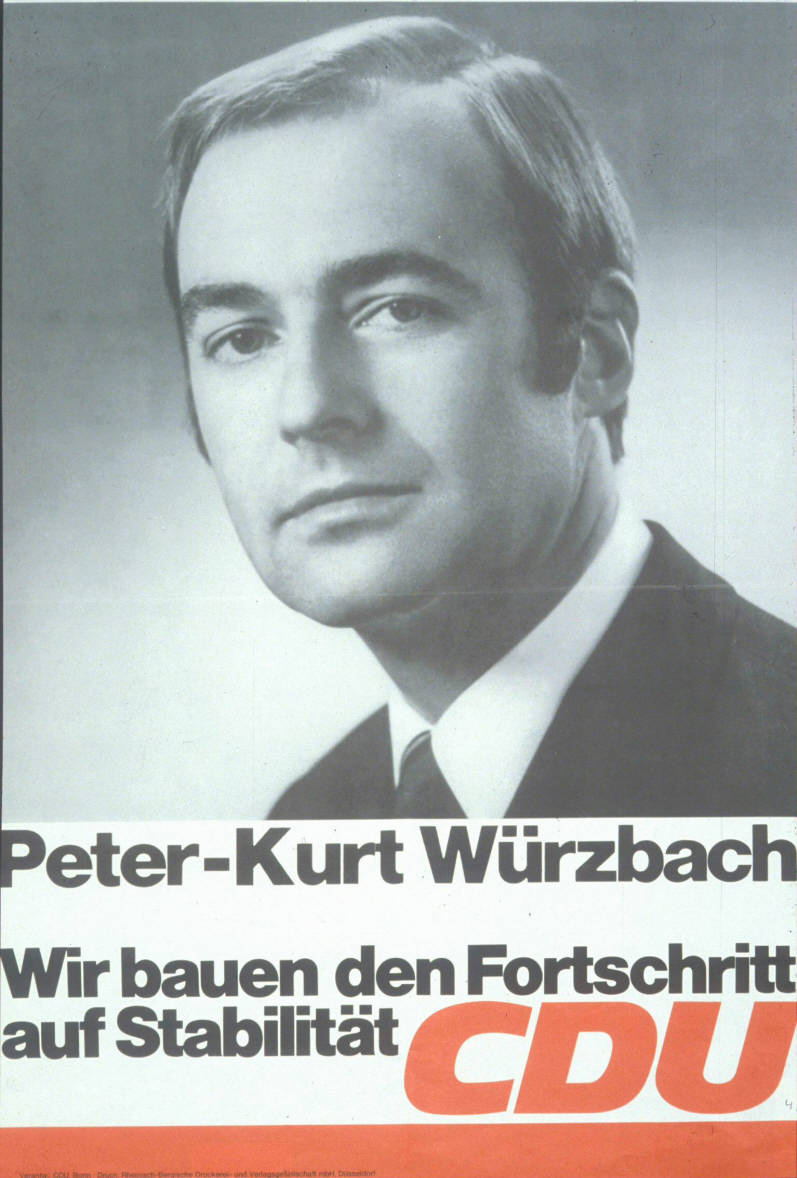
Peter Kurt Würzbach auf einem Wahlplakat zur Bundestagswahl 1972

Peter Kurt Würzbach (* 15. Dezember 1937 in Göttingen) ist ein deutscher Politiker (CDU) und ehemaliger Offizier. Er war von 1982 bis 1988 Parlamentarischer Staatssekretär beim Bundesminister der Verteidigung.

## Ausbildung und Beruf
Nach dem Abitur 1957 an einem humanistischen Gymnasium in Hamburg trat Würzbach in die Bundeswehr ein, um Berufssoldat zu werden. Er absolvierte außerdem ein Studium der Pädagogik, Soziologie und Psychologie an der Christian-Albrechts-Universität Kiel, welches er 1976 als Diplom-Pädagoge beendete. Von 1957 bis 1976 wurde er überwiegend als Technischer Offizier und Militärkraftfahrprüfer eingesetzt. Zuletzt war er  Stabsoffizier für Innere Führung bei der 6. Panzergrenadierdivision in Neumünster im Dienstgrad Major. Als Reservist wurde er später zum Oberstleutnant d.R. befördert.
Nach seinem Ausscheiden aus der Bundeswehr war er Dozent für Soziologie an der Fachhochschule Kiel und referierte an der Hermann-Ehlers-Akademie. Außerdem gründete er bautechnische Firmen in Chemnitz und Leipzig. Freiberuflich ist er als Unternehmensberater tätig.
Peter Kurt Würzbach ist verheiratet und hat eine Tochter. Sein Sohn ist 1996 verstorben.

## Partei und Abgeordneter
Seit 1964 ist Würzbach Mitglied der CDU. Von 1997 bis 2000 war er Vorsitzender des Landesverbandes Schleswig-Holstein. Er war von 1976 bis 2002 Mitglied des Deutschen Bundestages. Dort war er von 1980 bis zum 4. Oktober 1982 verteidigungspolitischer Sprecher der CDU/CSU-Bundestagsfraktion und von 1990 bis 1994 deren abrüstungspolitischer Sprecher. Peter Kurt Würzbach  zog 1980 und 1998 über die Landesliste Schleswig-Holstein und sonst stets als direkt gewählter Abgeordneter des Wahlkreises Segeberg – Stormarn-Nord in den Bundestag ein.

## Öffentliche Ämter
Am 4. Oktober 1982 wurde Würzbach als Parlamentarischer Staatssekretär beim Bundesminister der Verteidigung in die von Bundeskanzler Helmut Kohl geführte Bundesregierung berufen. Am 19. Dezember 1988 schied er aus dem Amt.
Er ist Mitglied des Internationalen Instituts für strategische Studien (ISS) in London. Von 1991 bis 1995 war er Präsident des Verbandes der Reservisten der Deutschen Bundeswehr und zudem Mitglied des Beirats für Fragen der Inneren Führung.
Bis 1995 war Würzbach 25 Jahre lang Bürgermeister von Klein Rönnau.

## Schriften
- als Herausgeber: Die Atomschwelle heben. Moderne Friedenssicherung für übermorgen. Bernard und Graefe, Koblenz 1983, ISBN 3-7637-5444-X.